# Lithocarpus blumeanus
Lithocarpus blumeanus ist eine in Südostasien vorkommende Baumart aus der Familie der Buchengewächse (Fagaceae).

## Merkmale
Lithocarpus blumeanus ist ein immergrüner Baum.
Der Fruchtbecher (Cupula) ist urnenförmig, umschließt die Nuss vollständig und reicht noch über deren Spitze hinaus. Sie öffnet sich etwas an der Spitze. Die Basis des Fruchtbechers ist konisch und viel breiter als die Spitze. Die Oberfläche der Cupula ist deutlich gewellt mit vertikalen und horizontalen fädigen Linien.
Die Nuss ist konisch.
Blüte- und Fruchtzeit sind nicht bekannt.

## Verbreitung und Standorte
Die Art kommt in Thailand und auf Borneo vor. Sie wächst in tropischen immergrünen Tieflandwäldern in 50 bis 400 m Seehöhe.

## Systematik
Der niederländische Botaniker Pieter Willem Korthals beschrieb die Art 1844 und ordnete sie als Quercus blumeana in die Gattung der Eichen (Quercus) ein.
In den folgenden Jahrzehnten gab es mehrere Vorschläge, die Art einer anderen Gattung zuzuordnen: Der dänische Botaniker Anders Sandøe Ørsted ordnete sie 1866 als Cyclobalanus blumeana der Gattung Cyclobalanus zu; der englische Botaniker James Sykes Gamble wählte 1915 das Taxon Pasania blumeana. 1916 ordnete der japanische Botaniker Gen’ichi Koidzumi die Art als Synaedrys blumeana wiederum anders zu.
Der deutschamerikanische Botaniker Alfred Rehder setzte die Art 1919 als Castanopsis blumeana in die Gattung der Scheinkastanien (Castanopsis); 1929 korrigierte er seine frühere Ansicht und ordnete die Art unter dem heute gültigen Taxon Lithocarpus blumeanus in die Gattung Lithocarpus ein.

## Belege
- Chamlong Phengklai: A synoptic account of the Fagaceae of Thailand. Thai Forest Bulletin 2006, Band 34, S. 53–175. ISSN 0495-3843